# LL Большой Медведицы
LL Большой Медведицы (лат. LL Ursae Majoris) — двойная затменная переменная звезда типа W Большой Медведицы (EW) в созвездии Большой Медведицы на расстоянии приблизительно 4245 световых лет (около 1302 парсеков) от Солнца. Видимая звёздная величина звезды — от +16,33m до +15,43m.